# Mursa sotiusalis
Mursa sotiusalis är en fjärilsart som beskrevs av Walker 1859. Mursa sotiusalis ingår i släktet Mursa och familjen nattflyn. Inga underarter finns listade i Catalogue of Life.